# Shicun (ort i Kina, Shanxi Sheng, lat 35,68, long 111,56)
Shicun är en ort i Kina. Den ligger i provinsen Shanxi, i den norra delen av landet, omkring 260 kilometer söder om provinshuvudstaden Taiyuan. Antalet invånare är 41 197. Befolkningen består av 20 552 kvinnor och 20 645 män. Barn under 15 år utgör 15,0 %, vuxna 15-64 år 76 %, och äldre över 65 år 8,0 %.
Runt Shicun är det ganska tätbefolkat, med 230 invånare per kvadratkilometer. Shicun är det största samhället i trakten. Trakten runt Shicun består till största delen av jordbruksmark.
Genomsnittlig årsnederbörd är 664 millimeter. Den regnigaste månaden är juli, med i genomsnitt 190 mm nederbörd, och den torraste är december, med 3 mm nederbörd.